# Santa Giorgia
Giorgia (fl. VI secolo) è stata una religiosa franca, anacoreta presso Clermont. È venerata come santa dalla Chiesa cattolica, che la commemora il 15 febbraio.

## Biografia
Le uniche notizie sulla santa ci provengono da Gregorio di Tours, che ne parla nel suo De Gloria confessorum; rifiutando di sposarsi, ella avrebbe condotto vita eremitica in campagna, pregando e digiunando.
Secondo la leggenda, durante il suo funerale uno stormo di colombe seguì il feretro mentre veniva portato in processione al cimitero, e rimase a vegliare la tomba per il resto del giorno. I suoi resti si trovavano nella basilica dei Santi Cassio e Vittorino, che faceva parte dell'abbazia di Sant'Illidio di Clermont.

## Culto
(Martirologio Romano)